# 葛巻義敏
葛巻 義敏（くずまき よしとし、1909年（明治42年） - 1985年（昭和60年）12月16日）は、東京市（現在の東京都）出身の作家、文芸評論家。芥川龍之介の甥。

## 略歴
芥川龍之介の次姉ヒサと獣医葛巻義定の長男として、東京市新宿（現在の東京都新宿区新宿）の耕牧舎牧場に生まれる。1910年に両親が離婚したため、東京市芝区銭座町（現在の東京都港区浜松町）の新原家（母の実家）で育てられる。ヒサはその後、西川豊と再婚し、龍之介の長男芥川比呂志の妻となる瑠璃子（1916年 - 2007年）を儲けている。
1922年、東京高等師範学校附属中学校（現・筑波大学附属中学校・高等学校）に入学。在学中、新しき村への参加を望んで家出した。叔父龍之介が武者小路実篤と相談した結果、新しき村に入る代わりに、田端の芥川家で龍之介の書生として働くことになる（東京高等師範学校附属中学校は1923年に中退）。1923年秋から1924年春にかけて龍之介と2人だけの回覧雑誌『一束の花』を刊行するが、2号で廃刊した。
1927年、龍之介が服毒自殺する。これ以後、龍之介の遺品や遺稿を整理し、保管に心を砕くと共に、岩波書店版の芥川龍之介全集の編集に携わる。
1928年2月、中野重治たちによる同人誌『驢馬』に第11号から参加し、同号に小説『僕の憂鬱』を発表する。このころ、アテネフランセで坂口安吾や中原中也と親しくなる。安吾は『手紙雑談』（1936年）の中で葛巻のことを「芥川龍之介の甥で又その影響を最も強く受けて居り、殊に簡潔（サンプリシテ）を説くコクトオの研究家でもある」と述べている。
1930年、同人誌『言葉』を創刊する。1931年5月、『言葉』の後継誌『青い馬』に小説『一人』を発表する。
第二次世界大戦後も龍之介関連の資料を研究する。龍之介の遺品類を独占していたために、小穴隆一から「芥川家に巣食う奇怪な家ダニ」（小穴著『二つの絵』中央公論社、1956年）と非難されたこともある。
1968年、『芥川龍之介未定稿集』の刊行後に東京都世田谷区の自宅が火災に遭い、龍之介の遺品に被害を受ける。同年から、龍之介ゆかりの地である藤沢市鵠沼に定住する。1985年、急性心不全で死去した。
葛巻の没後、龍之介の蔵書やメモや来簡などは同父妹の左登子（1910年 - 1999年）に託されたが、左登子は1996年に入院した際、それらを藤沢市文書館に寄贈した。現在、葛巻文庫の名で保管されている。

## 編著
- 日本文学アルバム6 芥川龍之介（筑摩書房、1954年）
- 私のノート 椒図志異（ひまわり社、1955年）
- 近代作家研究アルバム 芥川龍之介（筑摩書房、1964年）　吉田精一との共著
- 芥川龍之介未定稿集（岩波書店、1968年）
- 芥川龍之介未定稿・デッサン集（雪華社、1971年）